# Hypareva pogonoda
Hypareva pogonoda là một loài bướm đêm thuộc phân họ Arctiinae, họ Erebidae.